# Hans O. Skurdal
Hans Olsen Skurdal, född 27 februari 1872 i Sør-Frons kommun i dåvarande Kristians amt (nuvarande Innlandet fylke), död där 15 november 1952, var en norsk lantbrukare och trädgårdsmästare.
Skurdal, som var son till bonde Ole Østensen Skurdal och Kari Hansdatter Skurdal, studerade vid lantbrukshögskolan i Ås (trädgårdsavdelningen) 1889–1891, arbetade i Landbohøjskolens trädgård i Köpenhamn och avlade examen i fruktträdsodling där 1893. Han arbetade i tyska plantskolor och trädgårdar 1892–1893, var trädgårdsmästare och lärare vid  Østfold lantbruksskola 1894, grundlade och förestod Fritzøes plantskola 1899–1920 samt var lantbrukare i Sør-Fron från 1911.
Han var medlem av Brunlanes herredsstyre 1915–1920 samt ordförande i förlikningsnämnd och skolstyrelse. Han var stortingsrepresentant från Oppland fylke 1922–1927 och 1931–1933 (Bondepartiet), vice 1928–1930 och odelstingspresident 1932–1933. Han var föreståndare för Norges Banks avdelningskontor i Lillehammer 1936–1947. Han var medlem av nykterhetskommittén och huvudstyrelsen för Norges Statsbaner 1927–1936. Han skrev Om gjødsel og gjødsling i hagebruket samt artiklar i tidskrifter och dagspress.